# Dallas Wings 2022
La stagione 2022 delle Dallas Wings fu la 25ª nella WNBA per la franchigia.
Le Dallas Wings arrivarono terze nella Western Conference con un record di 18-18. Nei play-off persero al primo turno contro le Connecticut Sun (2-1).

## Roster
| N° | Naz.                   | Ruolo | Sportivo          | Anno | Alt. | Peso |
| -- | ---------------------- | ----- | ----------------- | ---- | ---- | ---- |
| 0  | Germania (bandiera)    | A     | Satou Sabally     | 1998 | 193  |      |
| 3  | Stati Uniti (bandiera) | G     | Marina Mabrey     | 1996 | 180  | 77   |
| 4  | Stati Uniti (bandiera) | G     | Moriah Jefferson  | 1994 | 168  | 56   |
| 6  | Stati Uniti (bandiera) | A     | Kayla Thornton    | 1992 | 185  | 86   |
| 7  | Stati Uniti (bandiera) | C     | Teaira McCowan    | 1996 | 201  | 108  |
| 12 | Stati Uniti (bandiera) | G     | Veronica Burton   | 2000 | 175  | 70   |
| 15 | Stati Uniti (bandiera) | G     | Allisha Gray      | 1992 | 185  | 76   |
| 20 | Stati Uniti (bandiera) | A     | Isabelle Harrison | 1993 | 191  | 83   |
| 23 | Stati Uniti (bandiera) | GA    | Jasmine Dickey    | 2000 | 175  | 67   |
| 24 | Stati Uniti (bandiera) | G     | Arike Ogunbowale  | 1997 | 173  | 75   |
| 28 | Finlandia (bandiera)   | AC    | Awak Kuier        | 2001 | 193  | 76   |
| 35 | Stati Uniti (bandiera) | C     | Charli Collier    | 1999 | 196  | 85   |
| 52 | Stati Uniti (bandiera) | G     | Tyasha Harris     | 1998 | 178  | 67   |

## Staff tecnico
- Allenatore: Vickie Johnson
- Vice-allenatori: Le'coe Willingham, Kelly Schumacher, Tim Gittens
- Preparatore atletico: Branay Hicks